# 最长的一码
《最长的一码》（英語：The Longest Yard）翻拍自1974年的同名电影，主要介绍了一所监狱的囚犯与狱警之间进行的橄榄球比赛。囚犯队的领袖保罗·克鲁（亚当·桑德勒扮演）是匹兹堡钢人杰出的退役四分卫，球队教练纳特·斯卡伯勒（伯特·雷诺兹扮演，1974年版保罗·克鲁的扮演者）是1955年俄克拉何马州海斯曼奖的获得者，卡雷塔克（克里斯·罗克扮演）是克鲁的囚友和朋友。其他演员包括詹姆斯·克伦威尔、尼力、威廉·菲希特纳和许多现役或半退役橄榄球运动员和职业摔跤运动员，包括迈克尔·欧文、冷石·史蒂夫·奥斯汀、比尔·戈德堡、凯文·奈許、鲍伯·萨普、泰瑞·克鲁斯、布赖恩·博斯沃思、比尔·罗曼诺夫斯基和达利普·辛格·拉纳。